# Conseil supérieur du cheval
Le Conseil supérieur du cheval était un organisme public français rattaché au Premier ministre. Il a été créé en 1990. Il remplace alors le Comité interministériel et le Conseil supérieur de l'équitation. Il a été supprimé en 1996.
Le rattachement au premier ministre était dû au fait que le cheval concernait plusieurs domaines ministériels dont les portefeuilles de la Défense, la Jeunesse et les sports et l'Agriculture.
Il était situé dans l'hôtel de Castries au 71, rue de Varenne dans le 7e arrondissement de Paris.

## Anciens membres
- Bernard le Quellec
- Josselin de Rohan
- Michel Souplet
- Jean Bégault
- Bernard de Fombelle

## Suppression
Lors de sa suppression, le conseil avait été cité en exemple des redondances de comités ou d'organismes dans l'État français dont beaucoup étaient rattachés directement auprès du Premier ministre. Ainsi outre le Conseil supérieur du cheval, il existait le Conseil supérieur de l'équitation et deux autres organismes rattachés au Premier ministre, liés au cheval en France. Deux ont été supprimés et deux rattachés au ministère de l'Agriculture.